# 交银金融大厦

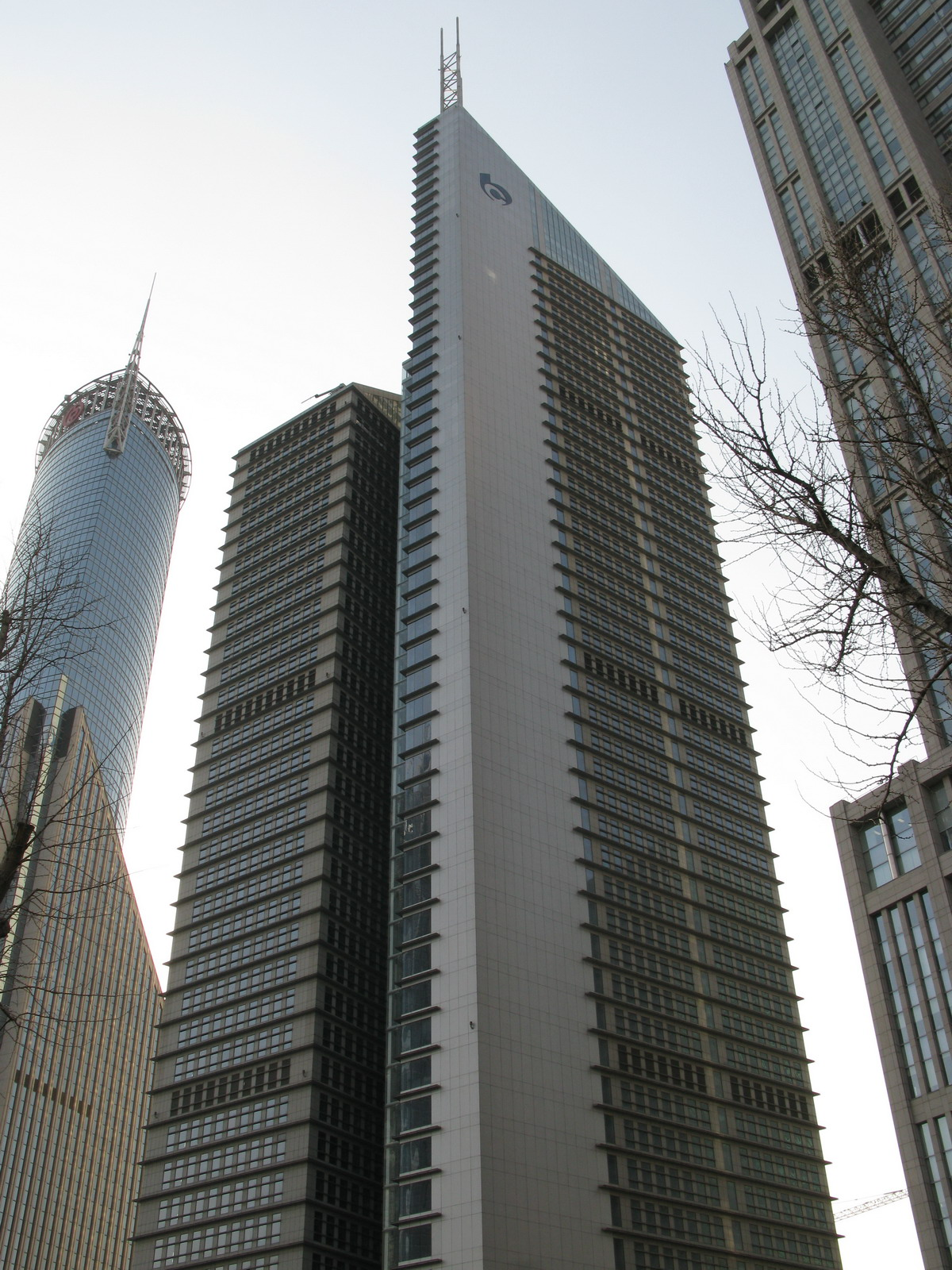
交银金融大厦

交银金融大厦位于中国上海市浦东新区银城中路188号，陆家嘴金融贸易区B1-3地块，楼高265米，以建筑高度计算是上海第7高的已建摩天大楼（截至2008年8月）。大厦于1997年4月动工，2002年10月建成启用，总投资13亿人民币。建筑师为德国ABB建筑师事务所，土建工程由上海市第三建筑发展总公司承办。

## 建筑结构
交银金融大厦总建筑面积为108,081.90平方米，主体结构由北塔楼、南塔楼及裙楼组成。其中北塔楼楼高265米（建筑高度）或230米（屋顶高度），共有52层。南塔楼楼高197.4米（屋顶高度）或171.6米（最高使用楼层高度），共有47层。裙楼楼高5层，另有地下车库4层。北塔楼及南塔楼在平面上为两个相互靠近的梯形，最宽处（梯形的底边）有15.8米，最窄处为9.75米，长度（梯形的高）则为31米。两座梯形塔楼之间以中庭连接，中庭从地面一直伸展到至南塔楼顶部，高度达163.4米。

## 使用情况
交银金融大厦是交通银行总部，部分楼层在设计上配合该行需要。例如第1层为大堂及营业大厅，第2层亦为营业大厅，第3层设有总行外汇交易厅、银行计算机中心、大厦计算机中心，第4层则有各式餐厅。各类会议室位于第5层，行长室及董事长室等分布在第27至30层。另外，第48层设有游泳池，地下2层为金库及保管箱库。中國太平洋保險總部亦設於此大樓的南塔楼。
交银金融大厦是2006年上映的电影在上海的取景地点之一，该电影也在旁边的上海中银大厦取景。

## 交通
- 上海轨道交通二号线陆家嘴站。

## 历史
1996年3月，陆家嘴金融贸易区B1-3地块上盖物业进行方案竞赛，1997年4月3日动工，1998年4月28日完成地基工程，1999年4月3日主体结构封顶，至2002年10月建成启用。2002年10月23日，交通银行总部搬迁至交银金融大厦，是首家落户浦东以及当时六大银行唯一总部设在上海的银行。

## 獎項
- 2002年度上海市建筑工程“白玉兰”奖（市优质工程）[9]